# Idioma bebil
Bebil (Gbïgbïl) es una lengua bantú de Camerún. Es mutuamente inteligible con otros dialectos Beti.
Hay 6.000 hablantes (según Nguetse Mezatio Tsague en 2003) en la región oriental, en las comunas de Diang y Bélabo en el Departamento de Lom-et-Djérem.